# Campylopus refractus
Campylopus refractus är en bladmossart som beskrevs av G. Frahm 1994. Campylopus refractus ingår i släktet nervmossor, och familjen Dicranaceae. Inga underarter finns listade i Catalogue of Life.